# Cmentarz Mariebjerg
Cmentarz Mariebjerg (duński: Mariebjerg Kirkegård) – znajduje się w dzielnicy gminy Gentofte na północnych przedmieściach Kopenhagi w Danii. Powstał w latach 1926–1933 według projektu architekta krajobrazu Gudmunda Nyelanda Brandta i jest uważany za ważny przykład europejskiej architektury modernistycznej. Jego projekt zainspirował wiele innych cmentarzy zarówno w Danii, jak i za granicą.

## Układ cmentarza
Cmentarz Mariebjerg jest rozłożony na ciasnej, schematycznej siatce na powierzchni nieco ponad 25 hektarów. Sieć szerokich alejek przecina cmentarz, a długie, metrowe żywopłoty dzielą ten obszar.
Każda z powstałych przestrzeni zawiera interpretację charakterystycznej części duńskiego krajobrazu, począwszy od gęstych lasów i polan, poprzez rowy, łąki, pola i zarośnięte zbocza, a skończywszy na dobrze utrzymanych ogrodach.

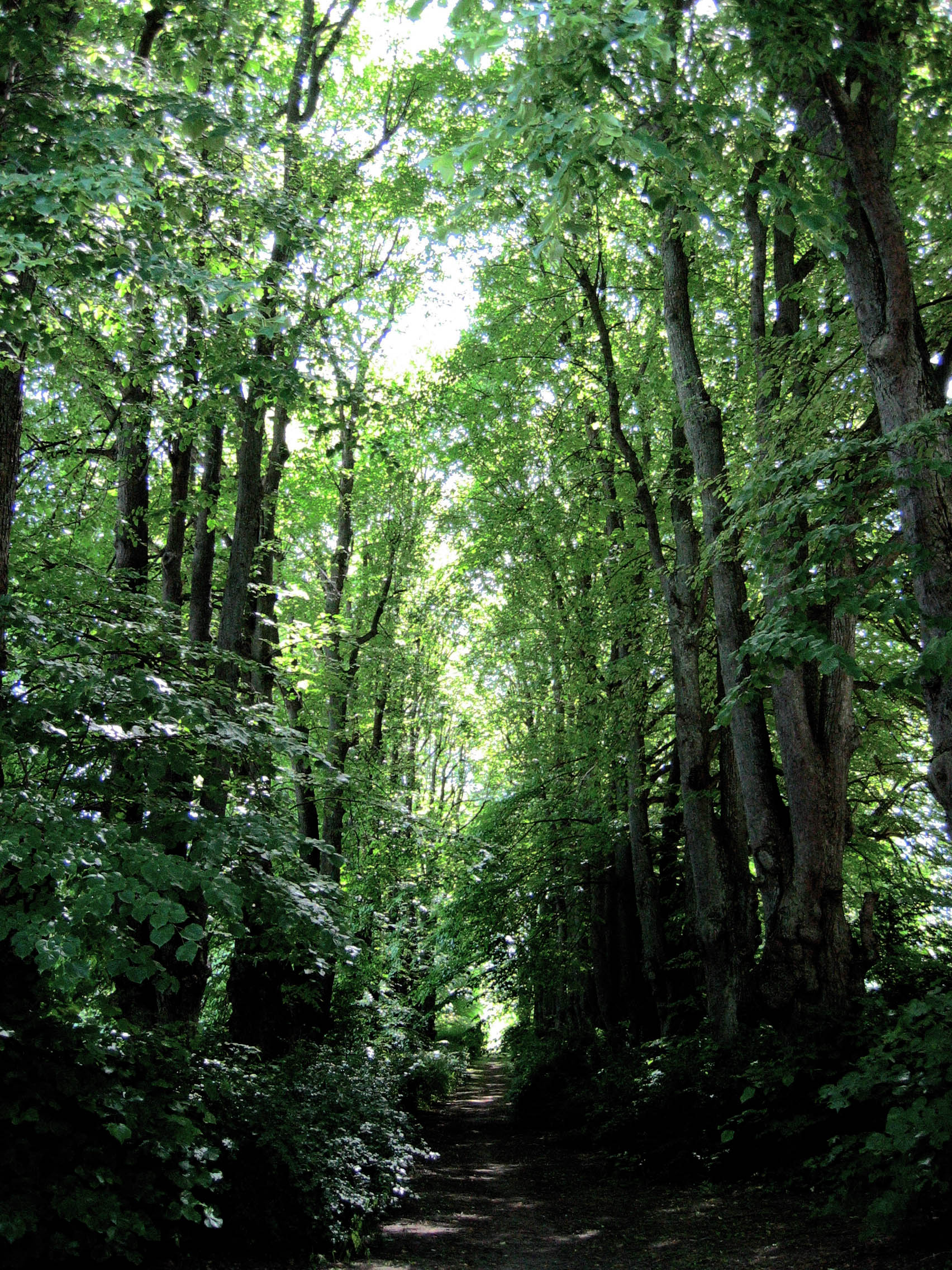
Aleja drzew na cmentarzu Mariebjerg

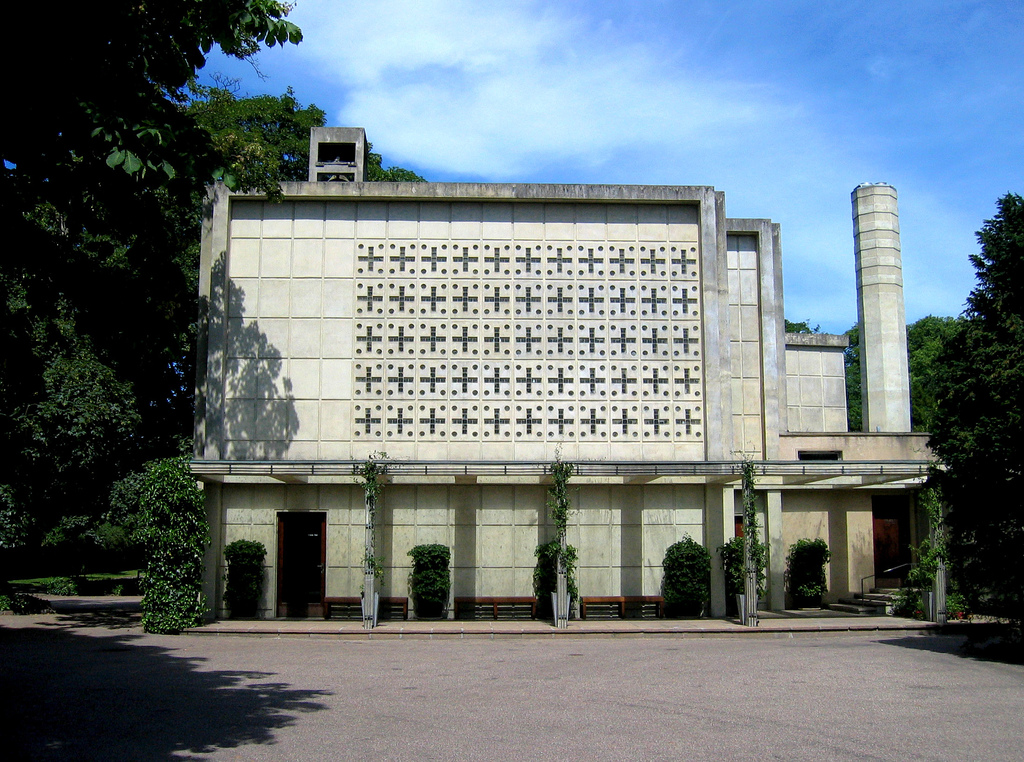
Kaplica i krematorium na cmentarzu Mariebjerg

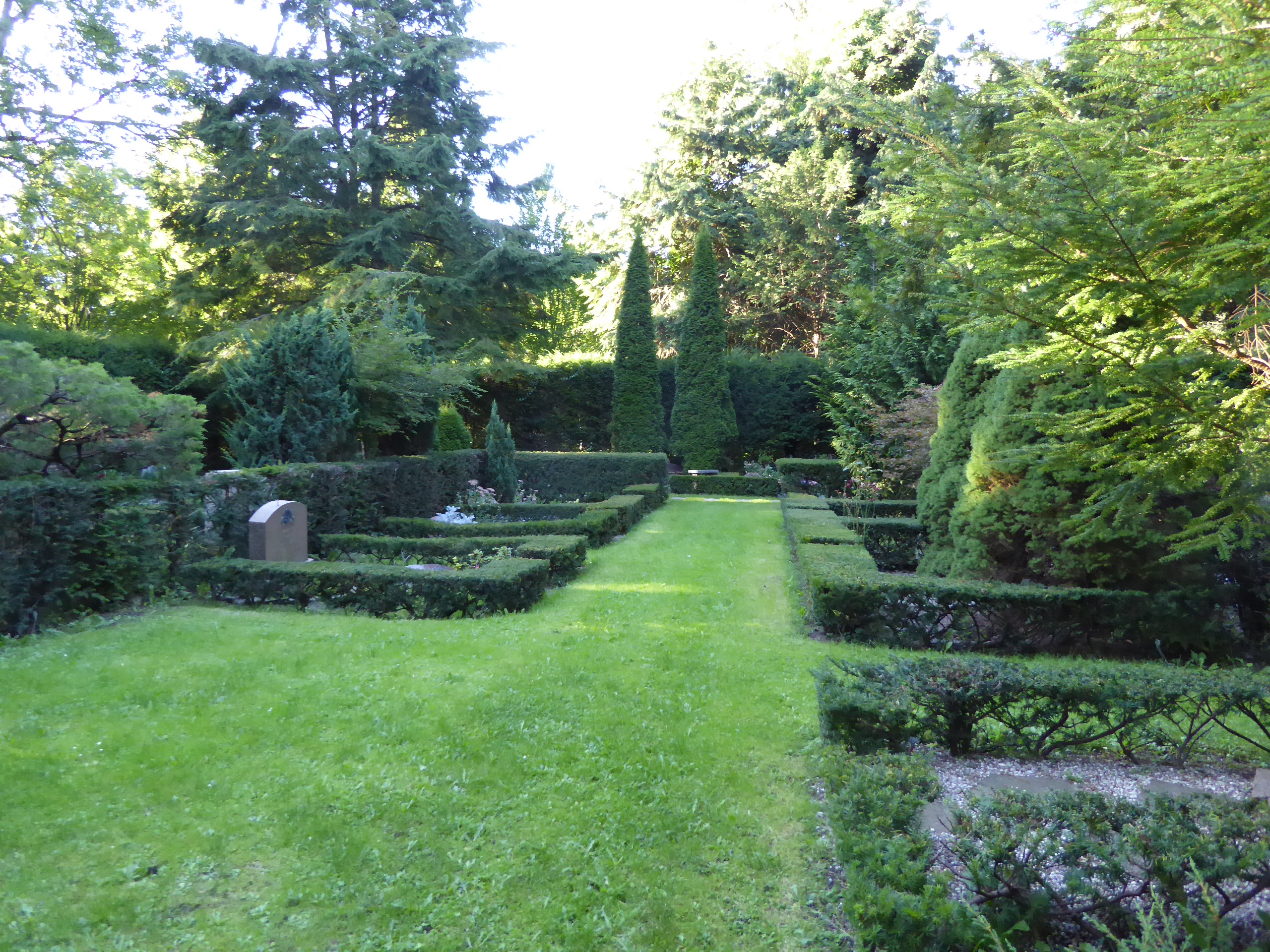
cmentarz Mariebjerg

## Znane osobistości pochowane na cmentarzu Mariebjerg
- Jørgen Bentzon (1897–1951), kompozytor[2]
- Hans J. Wegner (1914-2007) światowej sławy duński projektant mebli[3]
- Nanna Ditzel (1923-2005) duńska projektantka mebli[4]